# Peleteria lithanthrax
Peleteria lithanthrax là một loài ruồi trong họ Tachinidae.